# Global Biodiversity Information Facility
La Global Biodiversity Information Facility (GBIF) es una organización internacional financiada por gobiernos de todo el mundo, destinada a proporcionar a cualquier persona, en cualquier lugar, acceso abierto y gratuito a datos sobre cualquier tipo de forma de vida que hay en la Tierra. Promueve la publicación de datos primarios de biodiversidad, para que estén disponibles en Internet en un único portal. Los datos disponibles a través del portal de GBIF son principalmente datos de distribución de plantas, animales, hongos y microbios, y datos de nombres científicos. El nodo de GBIF España, junto a SiB Colombia (nodo Colombia de GBIF), realizaron un video explicativo, donde resume la misión, visión y forma de trabajo en GBIF.
La red de GBIF organiza todas sus fuentes de datos primarios de biodiversidad mediante el uso del estándar Darwin Core. Los proveedores ofrecen acceso abierto a sus conjuntos de datos asignando alguno de los tres tipos de licencias Creative Commons soportadas por el portal (CC0, CC-BY o CC-BY-NC), permitiendo a los científicos, investigadores y otros usuarios aplicar o utilizar los datos en cientos de publicaciones científicas o ser utilizados en documentos para tomadores de decisiones.
GBIF promueve la agregación entre recursos de datos primarios digitalizados de todo el espectro de la organización biológica (de genes a ecosistemas), y conectarlos con problemáticas importantes para la ciencia, la sociedad y la sostenibilidad, utilizando georreferenciación y herramientas de información geográfica. Trabaja en asociación con otras organizaciones internacionales como la asociación del Catálogo de la Vida (CoL), Biodiversity Information Standards (TDWG), International Barcode of Life (iBOL), la Enciclopedia de la vida (EOL) y Group of Earth Observations (GEOSS).

## Historia
GBIF se crea en respuesta a una recomendación en el informe de 1999 del Subgrupo de Informática de Biodiversidad. Este Subgrupo pertenece a la Organization for Economic Cooperation and Development's Megascience Forum (OCDE). En dicho informe se concluyó que "se necesita un mecanismo internacional para hacer que los datos y la información sobre biodiversidad sean accesibles en todo el mundo", argumentando que este mecanismo podría generar muchos beneficios económicos y sociales, y permitir un desarrollo sostenible al proporcionar una evidencia científica sólida.
El grupo de trabajo de la OCDE recomendó específicamente el establecimiento de un Fondo Mundial de Información sobre Biodiversidad, para: "Permitir a los usuarios navegar y usar grandes cantidades de información sobre biodiversidad, avanzar en la investigación científica... al servicio de los intereses económicos y de calidad de vida de la sociedad, y proporcionar una base desde la cual nuestro conocimiento del mundo natural pueda crecer rápidamente y de manera que evite la duplicación de esfuerzos y gastos". Esa recomendación fue respaldada por los ministros de ciencia de la OCDE y, en 2001, GBIF se estableció oficialmente mediante la firma de un Acuerdo de Entendimiento entre los gobiernos participantes.

## Tipos de datos disponibles en el portal de GBIF[1]
En el portal de GBIF están disponibles para su consulta y uso, una gran diversidad de datos primarios de biodiversidad, los cuales se agrupan en tres tipos principales:
- Datos de presencias (Occurrences): corresponden a datos de organismos. Si bien en un principio correspondían a datos digitalizados de colecciones biológicas depositadas en museos, hoy también se encuentran presentes datos generados por iniciativas de ciencia ciudadana, como eBird o iNaturalist.
- Listados (Checklist): corresponden a listados de taxones (pueden ser especies, géneros, familias) de un determinado lugar o tiempo.
- Datos provenientes de monitoreos (Monitoring data): corresponden a datos de monitoreo donde, si bien se puede reflejar la colecta de material, el centro del estudio es el componente espacial y temporal. Pueden relevarse datos de monitoreo de un animal, de una parcela de árboles, de aves en una playa, cantidad de biomasa de un bosque, entre otros. Es un tipo de dato donde el protocolo de trabajo tiene una importancia central.

Todos los conjuntos de datos tienen incluidos una serie de metadatos, donde se describe desde la institución publicadora, dónde se encuentra la colección, la forma de conservación de la misma, el método de muestreo, el lapso temporal y la distribución geográfica, entre otros.

## Premios y distinciones otorgados por GBIF
Desde GBIF existen dos incentivos anuales que distinguen y premian a personas o iniciativas, tanto de la comunidad de GBIF como externas:
- Reto Ebbe Nielsen:[9] busca inspirar aplicaciones innovadoras de datos abiertos de biodiversidad por parte de científicos, informáticos, modeladores de datos y cartógrafos entre otros. Este evento, honra la memoria del Dr. Ebbe Schmidt Nielsen, quien fomentó la informática de la biodiversidad y uno de los principales fundadores de GBIF, quien falleció trágicamente. Este reto comenzó en el año 2002 y continúa hasta la actualidad.
- Premio Jóvenes Investigadores:[10] fomenta la innovación en el uso y la movilización de datos de biodiversidad compartidos a través de la red GBIF. Pueden participar investigadores que estén realizando estudios de postgrado, como maestrías y doctorados. Este premio comenzó en el año 2010 y continúa hasta la actualidad con dos premios al año.